# ناحیه گلد هیل، شهرستان گالاتین، ایلینوی
ناحیه گلد هیل (به انگلیسی: Gold Hill Township) یک منطقهٔ مسکونی در ایالات متحده آمریکا است که در شهرستان گالاتین، ایلینوی واقع شده‌است. ناحیه گلد هیل ۱۰۷ متر بالاتر از سطح دریا واقع شده‌است.